# Lunar Portals of the Astral Mirror
Lunar Portals of the Astral Mirror ist eine seit 2010 aktive Funeral-Doom-Band.

## Geschichte
Lunar Portals of the Astral Mirror wurde in Russland gegründet. Weitere Informationen zu der Bandbesetzung und -geschichte sind derweil nicht publik. Das Projekt veröffentlichte 2010 eine EP über NitroAtmosfericum Records, 2011 ein Album über Satanarsa Records und 2012 eine Split-EP mit Winter Depression via Depressive Illusions Records. Die Veröffentlichungen wurden international derweil kaum beachtet. Frederic Cerfvol rezensierte das Album Под шёпот и пение природы ночной für Doom-Metal.com und beurteilte es als „interessantes Album und vielversprechendes Debüt“.

## Stil
Die von Lunar Portals of the Astral Mirror gespielte Musik wird dem Funeral Doom zugerechnet. Die Musik gilt als atmosphärischer und vom Keyboard-Spiel getragener Funeral Doom der typisch russischen Spielart, mit zurückgenommenem Growling und schwerem, jedoch nicht aggressivem Riffing, unter einem merklichen Einfluss der australischen Band Mournful Congregation.

„Funeral Doom in Russia has a tendency to add lots of keyboards and LPotAM are no exception to this rule. Still as much as they can’t really escape the ever redundant comparison to Finnish bands like Colosseum or Shape Of Despair, the fact is that LPotAM add an original twist to these. Do not look for ‚Russian‘ analogies with, let’s say, Comatose Vigil or Eä, but look rather down south to Mournful Congregation.“

„Russischer Funeral Doom hat eine Tendenz zum erhöhten Keyboardeinsatz und LPotAM macht dabei keine Ausnahme. Obwohl sie dem immer überflüssigen Vergleich mit finnischen Bands wie Colosseum oder Shape of Despair nicht wirklich entkommen können verleiht LPotAM diesem eine originelle Wendung. Such nicht nach ‚russischen‘ Analogien wie etwa Comatose Vigil oder Ea, sondern schau tiefer nach Süden zu Mournful Congregation.“

## Diskografie
- 2010: Незыблемая власть тоски (EP, NitroAtmosfericum Records)
- 2011: Под шёпот и пение природы ночной (Album, Satanarsa)
- 2012: Winter Depression/Lunar Portals of the Astral Mirror (Split-EP mit Winter Depression, Depressive Illusions Records)